# Joe Don Baker
Pour les articles homonymes, voir Baker.
Joe Don Baker est un acteur américain né le 12 février 1936 à Groesbeck (Texas) et mort le 7 mai 2025 à Los Angeles en Californie. Il travaille pour le cinéma et la télévision, entre 1967 et 2012.

## Filmographie

### Cinéma
- 1967 : Luke la main froide (Cool Hand Luke) de Stuart Rosenberg : Fixer
- 1969 : Les Colts des sept mercenaires (Guns of the Magnificent Seven) de Paul Wendkos : Slater
- 1970 : Adam at 6AM de Robert Scheerer : Harvey Gavin
- 1971 : Deux Hommes dans l'Ouest (Wild Rovers) de Blake Edwards : Paul Buckman
- 1972 : Junior Bonner, le dernier bagarreur (Junior Bonner) de Sam Peckinpah : Curly Bonner
- 1972 : Welcome Home, Soldier Boys de Richard Compton (en) : Danny
- 1973 : Justice sauvage (Walking Tall) de Phil Karlson : Buford Pusser
- 1973 : Tuez Charley Varrick ! (Charley Varrick) de Don Siegel : Molly
- 1973 : Échec à l'organisation (The Outfit) de John Flynn : Cody
- 1974 : Les 7 aiguilles d'or (en) (Golden Needles) de Robert Clouse : Dan
- 1975 : La Trahison se paie cash (en) (Framed) de Phil Karlson : Ron Lewis
- 1975 : Liquidez l'inspecteur Mitchell (Mitchell) d'Andrew V. McLaglen : Mitchell
- 1977 : Les Assiégés (The Pack) de Robert Clouse : Jerry
- 1977 : Checkered Flag or Crash d'Alan Gibson : Walkaway Madden
- 1977 : The Shadow of Chikara d'Earl E. Smith : Wishbone Cutter
- 1977 : La Folle cavale (en) (Speedtrap) d'Earl Bellamy : Pete Novick
- 1983 : Wacko (en) de Greydon Clark : Dick Harbinger
- 1983 : Joysticks de Greydon Clark : Joseph Rutter
- 1984 : Le Meilleur (The Natural) de Barry Levinson : The Whammer
- 1985 : Final Justice de Greydon Clark : Deputy Sheriff Thomas Jefferson Geronimo III
- 1985 : Fletch aux trousses (Fletch) de Michael Ritchie : Inspecteur Jerry Karlin
- 1986 : Getting Even (en) de Dwight H. Little : King Kenderson
- 1987 : Tuer n'est pas jouer (The Living Daylights) de John Glen : Brad Whitaker
- 1987 : L'Heure du crime (The Killing Time) de Rick King : Carl Cunningham
- 1987 : Leonard Part 6 de Paul Weiland : Nick Snyderburn
- 1988 : La Loi criminelle (Criminal Law) de Martin Campbell : Det. Mesel
- 1990 : The Children (en) de Tom Shankland (en) : Cliffe Wheater
- 1991 : Les Nerfs à vif (Cape Fear) de Martin Scorsese : Claude Kersek
- 1992 : Monsieur le député (The Distinguished Gentleman) de Jonathan Lynn : Olaf Andersen
- 1994 : Ring of Steel de David Frost : Man in Black
- 1994 : Génération 90 (Reality Bites) de Ben Stiller : Tom Pierce
- 1995 : À fleur de peau (Underneath) de Steven Soderbergh : Clay Hinkle
- 1995 : Panther de Mario Van Peebles : Brimmer
- 1995 : Congo de Frank Marshall : R.B. Travis, TraviCom CEO
- 1995 : The Grass Harp de Charles Matthau : Sheriff Junius Candle
- 1995 : GoldenEye de Martin Campbell : Jack Wade
- 1996 : Felony de David A. Prior : Donovan
- 1996 : Mars Attacks! de Tim Burton : Glenn Norris
- 1997 : Demain ne meurt jamais (Tomorrow Never Dies) de Roger Spottiswoode : Jack Wade
- 2001 : Vegas, City of Dreams (it) de Lorenzo Doumani : Dylan Garrett
- 2001 : Joe La Crasse (Joe Dirt) de Dennie Gordon : Don, Brandy's Dad
- 2003 : The Commission de Mark Sobel : Rep. Hale Boggs
- 2005 : Shérif, fais-moi peur de Jay Chandrasekhar : Governor Jim Applewhite
- 2008 : Strange Wilderness de Fred Wolf
- 2012 : Mud - Sur les rives du Mississippi (Mud) de Jeff Nichols : King

### Télévision
- 1971 : Mongo's Back in Town (en) : Mongo Nash
- 1971 : Mission impossible Saison 6, épisode 6 "Le Coeur a ses raisons" (The Miracle) : Frank Kearney
- 1972 : That Certain Summer (en) : Phil Bonner
- 1973 : Les Rues de San Francisco - Saison 1, épisode 23 (Beyond Vengeance) : Leonard C. Cord
- 1978 : To Kill a Cop : Chief Earl M. Eischied
- 1979 : Eischied (en) (série) : Chief Earl Eischied (1979-1980)
- 1980 : Power : Tommy Vanda
- 1985 : Hors de contrôle (en) (Edge of Darkness) (feuilleton) : Darius Jedburgh
- 1987 : Le Rapt de Kari Swenson (The Abduction of Kari Swenson) : Sheriff Onstad
- 1988 : Defrosting the Fridge : Hunter McCall
- 1992 : Citizen Cohn : Sen. Joseph McCarthy
- 1993 : Le Domaine de la peur (Complex of Fear) : Det. Frank Farrel
- 1996 : The Siege at Ruby Ridge : Gerry Spence
- 1997 : To Dance with Olivia : Horace Henley
- 1997 : George Wallace : Big Jim Folsom
- 1998 : Embrouille à Poodle Springs (Poodle Springs) : P.J. Parker
- 1999 : La Vie secrète d'une milliardaire (Too Rich: The Secret Life of Doris Duke) : Buck Duke